# Шитри
Шитри (фр. Chitry) насеље је и општина у источном делу централне Француске у региону Бургоња, у департману Јон која припада префектури Осер.
По подацима из 2011. године у општини је живело 362 становника, а густина насељености је износила 23,82 становника/km². Општина се простире на површини од 15,2 km². Налази се на средњој надморској висини од 213 метара (максималној 346 m, а минималној 169 m).

## Демографија
| 1962. | 1968. | 1975. | 1982. | 1990. | 1999. | 2011. |
| ----- | ----- | ----- | ----- | ----- | ----- | ----- |
| 243   | 297   | 308   | 372   | 329   | 334   | 362   |

График промене броја становника у току последњих година